# Lucien Hibbert
Lucien Hibbert est un mathématicien, ministre des finances (1932-1934, 1953-1954) et ministre des affaires diplomatiques (1934-1935) haïtien,,.

## Biographie
Né en 1899, Lucien Hibbert est fils de Fernand Hibbert et de Marie Hibbert (née Pescaye). Il est le premier Haïtien à obtenir un doctorat ès sciences mathématiques, qu'il présente à l'Université de Paris en 1937. Dirigé dans son travail doctoral par Paul Montel, il est également conseillé par Georges Darmois, Frédéric Marty, et Jacques Salomon Hadamard. 
Au moment de la soutenance il a déjà été Ministre des Finances (1932 à 1934) et Ministre des Relations Extérieures (1934 à 1935) de la République d'Haïti sous la présidence de Sténio Vincent, et a été promu Commandeur de la Légion d'Honneur,. 
Il est par la suite recteur de l'Université d'État de Haïti.

## Ses œuvres
- Lucien Hibbert, 1re Thèse. Univalence et automorphie pour les polynômes et les fonctions entières. 2e Thèse. Sur les équations du problème de l'Interdépendance des Marchés. Thèses présentées à la Faculté des sciences de Paris pour obtenir le grade de docteur ès sciences mathématiques, 1937, 78 p.

## Hommages et distinctions
- Commandeur de la Légion d'honneur[1]
- Un collège à Port-au-Prince porte son nom[4]